# Some Great Videos
Albums de Depeche Mode
The World We Live In and Live in Hamburg
(1985) Strange
(1988)
Some Great Videos est la première compilation de clips vidéo de Depeche Mode. Elle contient dix clips réalisés par Clive Richardson et Peter Care. Elle est publiée en 1985 et sa sortie coïncide avec la publication de la compilation The Singles 81-85. 
Il y a dix clips vidéo dans la version originale, la première vidéo Just Can't Get Enough, et toutes les vidéos de Everything Counts en 1983 à It's Called a Heart en 1985. Il existe aussi en bonus une vidéo live de Photographic sur les éditions japonaises et américaines.
Pour coïncider avec la réédition du best-of The Singles 81-85 en 1998, Some Great Videos est re-publié sous le nom de Some Great Videos 81>85. La liste des vidéos demeure inchangée mais les visuels sont eux différents.

## Liste des morceaux
VHSVirgin / VVD193 (UK)
1. Just Can't Get Enough
2. Everything Counts
3. Love, in Itself
4. People Are People [Different Mix]
5. Master and Servant
6. Blasphemous Rumours
7. Somebody
8. Shake the Disease
9. It's Called a Heart
10. Photographic [Live]

VHSSire / 38124-3 (US)
1. Just Can't Get Enough
2. Everything Counts
3. Love, in Itself
4. People Are People [Different Mix]
5. Master and Servant
6. Blasphemous Rumours
7. Somebody
8. Shake the Disease
9. It's Called a Heart
10. Photographic [Live]
11. A Question of Lust

LD (CLV)Sire / 38124-6 (US)
1. Just Can't Get Enough
2. Everything Counts
3. Love, in Itself
4. People Are People [Different Mix]
5. Master and Servant
6. Blasphemous Rumours
7. Somebody
8. Shake the Disease
9. It's Called a Heart
10. Photographic [Live]
11. A Question of Lust

Note
- Toutes les chansons ont été écrites par Martin Gore sauf Just Cant Get Enough et Photographic qui ont été écrites par Vince Clarke qui a ensuite été remplacé par Alan Wilder.
- Bien qu'une vidéo pour la version single de People Are People ait été faite, le label a décidé d'utiliser le Different Mix de la vidéo. La vidéo originale n'est jamais été publiée jusqu'à ce que le DVD The Best of Depeche Mode Volume 1 ne sorte en 2006.
- Photographic est tirée de The World We Live In and Live in Hamburg, publié dans la même année .
- Toutes les vidéos ont été dirigées par Clive Richardson sauf Shake the Disease et It's Called a Heart qui ont été réalisées par Peter Care.
- Toutes les vidéos réalisées par Julien Temple, n'ont pas été inclus dans la compilation. Cela comprend les clips de See You, The Meaning of Love et Leave in Silence.
- Bien que le clip de Get the Balance Right! n'ait pas été réalisé par Temple, il n'est pas non plus présent.